# Adrian von Bubenberg
Adrian von Bubenberg (Spiez, 1431 – Bern, 1479. augusztus) svájci katonai parancsnok, politikai vezető, Murten védője a várért folyó csatában.

## Élete
Apja Heinrich von Bubenberg lovag, anyja Anneli von Rosenegg volt. Apja Bern polgármestereként dolgozott. 1454-ben feleségül vette  Jacobea von Arberget, aki a következő évben elhunyt. 1457. április 24-én ismét megházasodott, Jeanne de la Sarrát vette nőül. Két lánya született: Dorothea von Bubenberg és Eva von Bubenberg.
1466-ban ütötték lovaggá jeruzsálemi zarándokútján. Bubenberg háromszor (1468-69, 1473-74, 1477-79) volt Bern elöljárója. A feudális arisztokrácia pártján állt annak harcában a feltörekvő polgársággal szemben. Ellenezte az Ósvájci Szövetség együttműködését Franciaországgal a Burgundi Hercegséggel szemben, és békés megoldást keresett Károly burgundi herceggel.
1474-ben, amikor a szövetség hadat üzent Burgundiának, száműzetésbe vonult, de 1476-ban visszatért, hogy Murten várának védelmét irányítsa az ostrom idején. Az erőd 12 napig, a felmentő sereg megérkezéséig kitartott. Ezután Bernt képviselte a többi kantonnal folytatott tárgyalásokon, illetve diplomáciai utakon a Savoyai Hercegségben, Burgundiában, Franciaországban és a Német-római Birodalomban.
A berni katedrálisban helyezték örök nyugalomra. 1481-ben V. Szixtusz pápa kezdeményezte Adrian von Bubenberg exhumálását és földi maradványainak elhelyezését máshol, mivel a lovag adósa maradt az egyháznak, a hatóságok azonban megtagadták a kérés teljesítését. 1897 óta bronzszobra áll Bernben, a róla elnevezett téren.